# James Richardson (explorateur)
Pour les articles homonymes, voir James Richardson (homonymie) et Richardson.
James Richardson (Londres, 2 juillet 1809 – Ngurutua (Kukawa), 4 mars 1851) est un explorateur britannique.

## Biographie
Agent à Malte de la Société protestante anglaise pour l'abolition de l'esclavage, il est chargé de reconnaître la route des caravanes qui mène de Tripoli au Soudan. Il atteint Ghadamès en 1845 et Ghât en 1846. De retour en Angleterre, il organise une expédition plus importante pour explorer le pays des Touareg
Il dirige alors en 1850 une expédition visant à lutter contre l’esclavagisme. Avec Heinrich Barth et Adolf Overweg, il parvient à Mourzouk puis vers Ghât et, continuant seul, suit la route de Zinder.
Épuisé, il meurt à Ngurutua, près de Kukawa au royaume du Kanem-Bornou (nord-est de l'actuel Nigeria).

## Publications
- Travels in the great desert of Sahara, in the years of 1845 and 1846, 1848
- Routes du Sahara, itinéraire dans l'intérieur du grand désert d'Afrique, 1850
- Narrative of a mission to central Africa, performed in the years 1850-51, 1853